# 日本医療機能評価機構
公益財団法人日本医療機能評価機構（にほんいりょうきのうひょうかきこう、Japan Council for Quality Health Care、JCQHC）は、医療の質に関する日本の公益財団法人。「医療機関の機能を学術的観点から中立的な立場で評価し、その結果明らかとなった問題点の改善を支援する第三者機関」として、1995年（平成7年）に設立された。
従来は日本でほとんど実績がなかった第三者機関による医療機関の評価を実施し､機関が質の高い医療サービスを提供していくための支援を行うことを目的としている。設立まで河北博文が長年尽力して、15年を要した。
加えてMindsとして根拠に基づいた診療ガイドラインの提供を行っている。

## 事業内容
以下の事業を財団法人として運営しており、基本財産は3億4,700万円である。
1. 病院機能評価事業
2. 病院機能改善支援事業
3. 評価調査者（サーベイヤー）の養成事業
4. 医療機能評価に関する調査・研究開発事業
5. 認定病院患者安全推進事業
6. 産科医療補償制度運営事業
7. EBM医療情報事業
8. 医療事故情報収集等事業
9. 医療機能評価に関する普及・啓発事業

運営維持のため、厚生労働省、医師会や健康保険組合連合会をはじめとする保健・医療・福祉に関する団体・企業、被保険者を代表する団体、一般企業、個人等から広く出資を募っている。

## 設立の経緯
アメリカ合衆国を中心に、イギリス (KFOA)、オーストラリア (ACHSA) などでは、医療の質の向上を目的とする病院の活動評価が古くから行われていた。日本医療機能評価機構は、米国の非営利組織医療施設認定合同機構（The Joint Commission on Accreditation of Healthcare Organization、JCAHO、1910年設立）の日本版として誕生した。
- 1976年（昭和51年） - 日本医師会内に病院委員会を設置し病院機能評価の手法について検討を開始
- 1985年（昭和60年） - 日本医師会と厚生省（当時）が合同で病院機能評価研究会を設置
- 1987年（昭和62年） - 同研究会が「病院機能評価マニュアル」を作成公表
- 1991年（平成3年） - 日本病院会が「病院機能標準化マニュアル」を発刊
- 1993年（平成5年） - 日本医師会病院機能評価委員会が具体的な第三者評価基準を盛り込んだ報告書を発表
- 1995年（平成7年） - 「財団法人日本医療機能評価機構」が発足。2年間の運用調査開始
- 1997年（平成9年） - 本審査開始

## 病院機能評価
2018年（平成30年）4月の訪問審査から適用されている機能種別版評価項目「3rdG:Ver2.0」では以下のような種別で評価を行い、主たる機能種別と副機能を設定している。
病院種別
一般病院1
主として、日常生活圏域等の比較的狭い地域において地域医療を支える中小規模病院
一般病院2
主として、二次医療圏等の比較的広い地域において急性期医療を中心に地域医療を支える基幹的病院
一般病院3
主として、高度の医療の提供、高度の医療技術の開発・評価、高度の医療に関する研修を実施する病院または準ずる病院（特定機能病院、大学病院本院等）
リハビリテーション病院
主として、リハビリテーション医療を担う病院
慢性期病院
主として、療養病床等により慢性期医療を担う病院
精神科病院
主として、精神科医療を担う病院
緩和ケア病院
主として、緩和ケア病棟もしくはホスピスを有する病院
評価の方法としては、「書面審査」と「訪問審査」の二つを実施する。

## 実績
2018年度（平成30年度）末現在で審査・認定を受けているのは2,180病院であり、全国の病院の約26%に留まる。その後も日本医療機能評価機構の認定を受ける病院の数は伸び悩み、新たに審査を受ける病院が減少する一方で、認定の更新を見合わせる病院も増加しており、認定病院の数は2009年度（平成21年度）の2,574病院をピークに減少し続けている。この背景として、財団の審査・認定を受けることが直接病院の増収にはつながらないこと、また、受審のための作業負担が過大であることなどが指摘されている。これらについては財団自身、「検討を要する課題・問題がいまだ山積しており､本事業の定着には容易ならぬものがある」と率直に認めている。

## 情報収集
情報収集は、医療事故情報収集等事業と薬局ヒヤリ・ハット事例収集・分析事業があり、それぞれ事例と再発防止に勤めている。医療の現場では、様々な機器、作業する人の教育訓練・地位の差など、工業系、社会系の要因を含んでおり、医療分野に限定しない手法の適用が課題となっている。